# Premier Soccer League 2016-17
La PSL 2016-17 fue la 21ª edición de la Premier Soccer League, la máxima categoría del fútbol profesional en Sudáfrica. La temporada inició el 23 de agosto de 2016 y finalizó el 27 de mayo de 2017. El club Bidvest Wits de la ciudad de Johannesburgo se coronó campeón de liga por primera vez en la historia de la PSL.

## Equipos participantes
El University of Pretoria FC y Jomo Cosmos descendidos a Primera División la temporada pasada, fueron reemplazados por los dos clubes ascendidos el Baroka FC y el Highlands Park.
| Pos. | Descendios de PSL 2015-16 |
| ---- | ------------------------- |
| 15°  | University of Pretoria FC |
| 16°  | Jomo Cosmos               |

| Pos. | Ascendidos de la Primera División de Sudáfrica |
| ---- | ---------------------------------------------- |
| 1°   | Baroka FC                                      |
| 2°   | Highlands Park                                 |

| Club                | Ciudad           | Estadio                    | Capacidad |
| ------------------- | ---------------- | -------------------------- | --------- |
| Ajax Cape Town      | Cape Town        | Cape Town Stadium          | 55 000    |
| Baroka              | Polokwane        | Estadio Peter Mokaba       | 45 500    |
| BV Wits             | Johannesburg     | Bidvest Stadium            | 5000      |
| Bloemfontein Celtic | Bloemfontein     | Dr Petrus Molemela Stadium | 22 000    |
| Cape Town City      | Cape Town        | Cape Town Stadium          | 55 000    |
| Chippa United       | Port Elizabeth   | Estadio Nelson Mandela Bay | 46 000    |
| Free State Stars    | Phuthaditjhaba   | Estadio Charles Mopeli     | 35 000    |
| Highlands Park      | Tembisa          | Makhulong Stadium          | 10 000    |
| Golden Arrows       | Durban           | Estadio Princess Magogo    | 12 000    |
| Kaizer Chiefs       | Soweto           | FNB Stadium (Soccer City)  | 94 736    |
| Mamelodi Sundowns   | Pretoria         | Estadio Lucas Moripe       | 28 900    |
| Maritzburg United   | Pietermaritzburg | Estadio Harry Gwala        | 12 000    |
| Orlando Pirates     | Soweto           | Estadio Orlando            | 40 000    |
| Platinum Stars      | Phokeng          | Royal Bafokeng Stadium     | 44 530    |
| Polokwane City      | Polokwane        | Peter Mokaba Stadium       | 45 500    |
| SuperSport United   | Pretoria         | Estadio Lucas Moripe       | 28 900    |

## Clasificación
- Tabla actualizada al 27 de mayo de 2017[1]

| Pos | Equipo              | PJ | PG | PE | PP | GF | GC | GA  | Pts |
| --- | ------------------- | -- | -- | -- | -- | -- | -- | --- | --- |
| 1.  | Bidvest Wits        | 30 | 18 | 6  | 6  | 47 | 22 | +25 | 60  |
| 2.  | Mamelodi Sundowns   | 30 | 16 | 9  | 5  | 52 | 20 | +32 | 57  |
| 3.  | Cape Town City      | 30 | 16 | 7  | 7  | 47 | 35 | +12 | 55  |
| 4.  | Kaizer Chiefs       | 30 | 13 | 11 | 6  | 39 | 28 | +11 | 50  |
| 5.  | SuperSport United   | 30 | 12 | 12 | 6  | 42 | 29 | +13 | 48  |
| 6.  | Polokwane City      | 30 | 10 | 13 | 7  | 37 | 34 | +3  | 43  |
| 7.  | Maritzburg United   | 30 | 9  | 11 | 10 | 31 | 35 | −4  | 38  |
| 8.  | Golden Arrows       | 30 | 10 | 8  | 12 | 32 | 44 | −12 | 38  |
| 9.  | Platinum Stars      | 30 | 9  | 10 | 11 | 33 | 32 | +1  | 37  |
| 10. | Ajax Cape Town      | 30 | 9  | 9  | 12 | 29 | 35 | −6  | 36  |
| 11. | Orlando Pirates     | 30 | 6  | 15 | 9  | 29 | 40 | −11 | 33  |
| 12. | Bloemfontein Celtic | 30 | 5  | 14 | 11 | 16 | 28 | −12 | 29  |
| 13. | Chippa United       | 30 | 6  | 10 | 14 | 27 | 32 | −5  | 28  |
| 14. | Free State Stars    | 30 | 6  | 10 | 14 | 26 | 37 | −11 | 28  |
| 16. | Baroka (A)          | 30 | 5  | 13 | 12 | 26 | 43 | −17 | 28  |
| 15. | Highlands Park (A)  | 30 | 5  | 12 | 13 | 26 | 44 | −18 | 27  |

 PJ = Partidos jugados; PG = Partidos ganados; PE = Partidos empatados; PP = Partidos perdidos;
GF = Goles anotados; GC = Goles recibidos; DG = Diferencia de gol; PTS = Puntos

(A) : Ascendido la temporada anterior.
|  | Campeón y clasificado a la Liga de Campeones de la CAF 2018. |
|  | Clasificado a la Liga de Campeones de la CAF 2018.           |
|  | Clasificado a la Copa Confederación de la CAF 2018.          |
|  | Juega la serie de promoción.                                 |
|  | Descenso directo a la Primera División de Sudáfrica.         |

## Goleadores
- Actualizado al 17 de mayo de 2017

| Pos. | Jugador            | Club              | Goles |
| ---- | ------------------ | ----------------- | ----- |
| 1    | Lebogang Manyama   | Cape Town City    | 13    |
| 2    | Tendai Ndoro       | Orlando Pirates   | 12    |
| 3    | Gabadinho Mhango   | Bidvest Wits      | 9     |
| 3    | Rodney Ramagalela  | Polokwane City    | 9     |
| 5    | Khama Billiat      | Mamelodi Sundowns | 8     |
| 5    | Jeremy Brockie     | SuperSport United | 8     |
| 7    | Thuso Phala        | SuperSport United | 7     |
| 7    | Percy Tau          | Mamelodi Sundowns | 7     |
| 7    | Siphiwe Tshabalala | Kaizer Chiefs     | 7     |
| 7    | Themba Zwane       | Mamelodi Sundowns | 7     |